# Флаг городского округа Ступино
Флаг муниципального образования Сту́пинский муниципальный район Московской области Российской Федерации — опознавательно-правовой знак, служащий официальным символом муниципального образования.
Ныне действующий флаг утверждён 26 апреля 2006 года и внесён в Государственный геральдический регистр Российской Федерации с присвоением регистрационного номера 4255.
Флаг муниципального образования Ступинский муниципальный район Московской области составлен на основании герба Ступинского муниципального района по правилам и соответствующим традициям вексиллологии и отражает исторические, социально-экономические, национальные и иные местные традиции.

## Описание
28 июня 1995 года, решением Собрания представителей Ступинского района № 36/6, был утверждён флаг города Ступино:

Флаг города Ступино из полотнища голубого цвета, в центре которого изображён золотой летящий налево сокол, под ним размещены две золотые четырёхлучевые звезды в виде скрещённых пропеллеров, окружённых золотым сиянием в виде ромбов. Под звёздами в нижней части флага располагается изображение реки Оки белого цвета с малыми волнами.

4 октября 2001 года, решением Совета депутатов муниципального образования «Ступинский район» № 136/12, предыдущее решение было признано утратившим силу и утверждено новое положение о флаге района, описание флага гласило:

Флаг Ступинского района Московской области представляет собой прямоугольное полотнище с отношением ширины к длине 2:3 голубого цвета. В центральной части полотнища голубого цвета летящий справа налево золотой сокол — символ храбрости, разума, красоты и устремлённости в будущее. Под ним две золотые эмблемы: два скрещённых пропеллера, вписанные в ромб, — символ авиации и причастности города к самолётостроению. Четырёхконечная форма звезды (ромб) выбрана как древний символ путеводности и уверенности в правильном выборе пути.
Под ними извилистая белая лента с золотой канвой — символ реки Оки.

26 апреля 2006 года, решением Совета депутатов Ступинского муниципального района № 101/8, предыдущее решение было отменено и утверждено новое Положение, внёсшее изменения в рисунок флага и его описание:

Флаг Ступинского муниципального района представляет собой прямоугольное полотнище с соотношением ширины к длине 2:3, воспроизводящее гербовую композицию: на лазоревом (голубом, синем) полотнище с зелёной волнистой оконечностью золотой (жёлтый), летящий вправо сокол с серебряным (белым) клювом над двумя золотыми (жёлтыми) равноконечными крестами, плечи которых дугообразно сужаются к концам плеч и центрам крестов; каждый из крестов вписан в ромб с вогнутыми сторонами; под крестами — волнистый серебряный (белый) пояс.

26 июня 2008 года, решением Совета депутатов Ступинского муниципального района № 101/8, был утверждён проект Положения о флаге района с новым описанием флага района:

Прямоугольное двухстороннее полотнище голубого цвета с отношением ширины к длине 2:3. В лазоревом поле над зелёной волнистой оконечностью, широко завершённой серебром, золотой, летящий вправо сокол с серебряным клювом над двумя золотыми равноконечными крестами, плечи которых дугообразно сужаются к концам плеч и центрам крестов; каждый из крестов вписан в ромб с вогнутыми сторонами. Ширина гербовой композиции составляет 1/5 длины флага.

24 февраля 2012 года, решением Совета депутатов Ступинского муниципального района № 363/30, в целях приведения муниципальных нормативных правовых актов Ступинского муниципального района в соответствие с действующим законодательством, последние два решения были признаны утратившими силу и утверждено новое положение о флаге Ступинского муниципального района. Рисунок и описание флага изменений не претерпели.

## Обоснование символики
Сокол — символ храбрости, разума, красоты и устремлённости в будущее. Изображённые под ним золотые эмблемы — два скрещённых пропеллера, вписанные в ромбы, символизируют авиацию и причастность Ступинской земли к авиастроению. Четырёхконечная форма звезды (ромб) выбрана как древний символ путеводности и уверенности в правильном выборе пути.
В нижней части волнистая белая полоса — символ реки Оки.
Зелёная полоса указывает на природное разнообразие района и развитость сельского хозяйства.
Голубой цвет (лазурь) — символ чести, благородства, духовности.
Зелёный цвет — символ природы, здоровья, жизненного роста.
Белый цвет (серебро) — символ чистоты, совершенства, мира и взаимопонимания.
Жёлтый цвет (золото) — символ богатства, стабильности, интеллекта и уважения.

## См. также

Флаги муниципальных образований Ступинского района
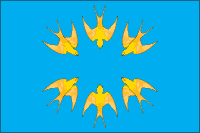
Городское поселение Жилёво
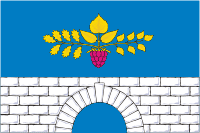
Городское поселение Малино
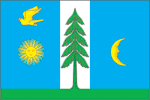
Городское поселение Михнево
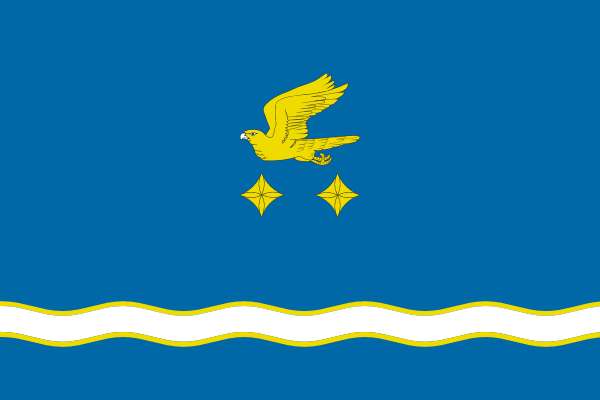
Городское поселение Ступино
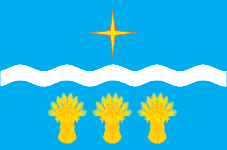
Сельское поселение Аксиньинское
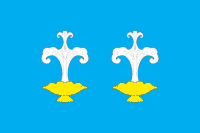
Сельское поселение Леонтьевское
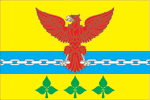
Сельское поселение Семёновское